# Kanadische Badmintonmeisterschaft 2019
Die Kanadische Badmintonmeisterschaft 2019 fand vom 30. Januar bis zum 2. Februar 2019 in Calgary statt.

## Medaillengewinner
| Disziplin    | Gold                            | Silber                                 | Bronze                      |
| ------------ | ------------------------------- | -------------------------------------- | --------------------------- |
| Herreneinzel | Brian Yang                      | Jason Ho-Shue                          | Imran Wadia                 |
| Dameneinzel  | Michelle Li                     | Brittney Tam                           | Talia Hailey Ng             |
| Herrendoppel | Jason Ho-Shue Nyl Yakura        | Joshua Hurlburt-Yu Duncan Yao          | Toby Ng Br Sankeerth        |
| Damendoppel  | Rachel Honderich Kristen Tsai   | Michelle Li Talia Hailey Ng            | Catherine Choi Josephine Wu |
| Mixed        | Joshua Hurlburt-Yu Josephine Wu | Ty Alexander Lindeman Rachel Honderich | Nyl Yakura Kristen Tsai     |